# Atletiek op de Paralympische Zomerspelen 2024 - 100 m mannen T37
De 100 meter voor mannen klasse T37 op de Paralympische Zomerspelen 2024 vond plaats op 6 september (series) en 7 september (finale) in het Stade de France. Deze klasse is voor atleten met cerebrale parese Deze atleten hebben bewegings- en coördinatieproblemen aan één lichaamshelft. Ze kunnen goed bewegen aan hun dominante kant van hun lichaam. De winnaar van 2020 was Nick Mayhugh uit de Verenigde Staten. Hij werd in 2024 opgevolgd door de Braziliaan Ricardo Gomes de Mendonça. De Indodensiër Saptoyogo Purnomo] behaalde het zilver en de bronzen medaille was voor Andrey Vdovin.

## Records
Voorafgaand aan het toernooi waren dit de wereldrecords en Paralympische records.
| Wereldrecord        | Verenigde Staten Nick Mayhugh | 10.95 | Tokio | 27 augustus 2021 |
| Paralympisch record | Verenigde Staten Nick Mayhugh | 10.95 | Tokio | 27 augustus 2021 |

## Series
De eerste drie van beide series kwalificeerden zich direct voor de finale. Van de overgebleven atleten kwalificeerden bovendien de twee snelsten zich voor de finale.

#### Serie 1
| Rang | Baan | Naam                      | Naam | Tijd  | Bijz. |
| ---- | ---- | ------------------------- | ---- | ----- | ----- |
| 1    | 3    | Ricardo Gomes de Mendonça | BRA  | 11.07 | Q, SB |
| 2    | 4    | Mykola Raiskyi            | UKR  | 11.35 | Q, SB |
| 3    | 5    | Christian Gabriel         | BRA  | 11.38 | Q, SB |
| 4    | 6    | Saptoyogo Purnomo         | INA  | 11.75 | q, PB |
| 5    | 7    | Valentin Bertrand         | FRA  | 12.46 |       |

### Serie 2
| Rang | Baan | Naam                  | Naam | Tijd  | Bijz. |
| ---- | ---- | --------------------- | ---- | ----- | ----- |
| 1    | 3    | Ali Alnakhli          | KSA  | 11.33 | Q     |
| 2    | 4    | Andrey Vdovin         | NPA  | 11.57 | Q     |
| 3    | 5    | Edson Pinheiro        | BRA  | 11.60 | Q, SB |
| 4    | 6    | Vladyslav Zahrebelnyi | UKR  | 11.72 | q, SB |
| 5    | 7    | Petrus Karuli         | NAM  | 12.74 |       |
| 6    | 8    | Andrés Malambo        | COL  | 13.77 |       |

## Finale
| Rang   | Baan | Naam                      | Naam | Tijd  | Bijz. |
| ------ | ---- | ------------------------- | ---- | ----- | ----- |
| Goud   | 6    | Ricardo Gomes de Mendonça | BRA  | 11.07 | SB    |
| Zilver | 5    | Saptoyogo Purnomo         | INA  | 11.26 |       |
| Brons  | 7    | Andrey Vdovin             | NPA  | 11.41 | SB    |
| 4      | 3    | Christian Gabriel         | BRA  | 11.45 |       |
| 5      | 4    | Edson Pinheiro            | BRA  | 11.47 |       |
| 6      | 8    | Ali Alnakhli              | KSA  | 11.58 | SB    |
| 7      | 2    | Vladyslav Zahrebelnyi     | UKR  | 11.84 |       |
| 8      | 9    | Mykola Raiskyi            | UKR  | 11.94 |       |